# Дун Ејкерс (Индијана)
Дун Ејкерс (енгл. Dune Acres) град је у америчкој савезној држави Индијана.

## Демографија
По попису из 2010. године број становника је 182, што је 31 (-14,6%) становника мање него 2000. године.
| Група             | 2000.       | 2010.       |
| Белци             | 208 (97,7%) | 170 (93,4%) |
| Афроамериканци    | 0 (0,0%)    | 2 (1,1%)    |
| Азијати           | 0 (0,0%)    | 4 (2,2%)    |
| Хиспаноамериканци | 3 (1,4%)    | 3 (1,6%)    |
| Укупно            | 213         | 182         |